# Sucked trumpet
Sucked trumpet (englisch, „Saugtrompete“, spanisch trompeta aspirada) ist eine seltene, den Naturtrompeten formähnliche Gruppe von Aerophonen, bei denen der Ton mit den vibrierenden Lippen durch Ansaugen von Luft aus einem Hohlkörper erzeugt wird. Für die sucked trumpets hat sich noch keine deutschsprachige Bezeichnung etabliert und in der 1914 veröffentlichten Hornbostel-Sachs-Systematik ist keine den Blasinstrumenten analoge instrumentenkundliche Klassifikation einer Kategorie der „Sauginstrumente“ (englisch sucked tubes) vorhanden. Das MIMO ordnete in einer Ergänzung von 2017 den sucked trumpets innerhalb der Trompeten-Gruppe (423) eine neue Untergruppe Sucked (tubular) labrosones (423.123.1) zu.
Sucked trumpets können aus Tierhörnern, konisch gewickelten Rindenstreifen, langen, annähernd zylindrischen Holzröhren oder aus Pflanzenröhren bestehen. Sie waren in Sibirien in der Ritualmusik weit verbreitet, wo sie unter anderem mit dem tungusischen Namen byrgy bezeichnet werden. Auf dem amerikanischen Kontinent kamen rituell verwendete sucked trumpets in Kanada, Mexiko (chirimía) und Paraguay vor. Am bekanntesten ist die nolkin in Chile. Eine besondere Gruppe bilden die in jungsteinzeitlichen Grabstätten auf der schwedischen Insel Gotland gefundenen und in Nordamerika in der Gegenwart von Jägern für Lockrufe verwendeten Vogelröhrenknochen, die aus zwei oder drei unterschiedlich großen, teleskopartig zusammengesteckten Knochenteilen bestehen.

## Klassifizierung und Bauform

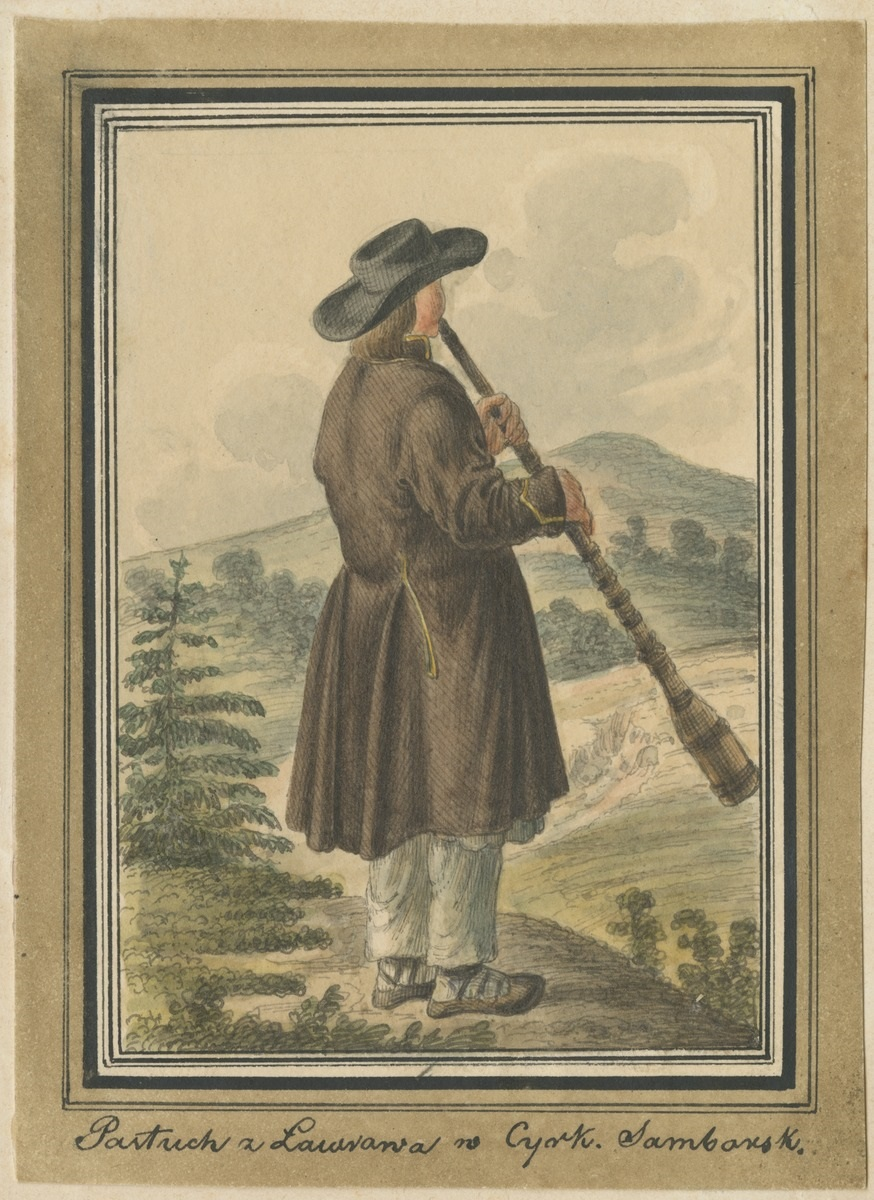
Gemälde eines ukrainischen Hirten mit der Holztrompete trembita.

Die 1914 veröffentlichte Hornbostel-Sachs-Systematik basiert auf den bis dahin bekannten Instrumententypen. Curt Sachs erwähnt zwar in seinem Reallexicon der Musikinstrumente von 1913 unter dem Stichwort „Byrgy“ deren besondere Tonerzeugung „durch Einziehen der Luft“, er geht aber nachfolgend nicht weiter darauf ein. Die Systematik unternimmt für die Kategorie (Eigentliche) Blasinstrumente (Gruppe 42) auf der oberen Ebene eine Einteilung gemäß den akustischen Möglichkeiten der Tonerzeugung. Bei allen Blasinstrumenten setzt ein von außen kommender Luftstrom, der beim Eintritt in einen Hohlkörper periodisch unterbrochen wird, die Luft im Innern in Schwingungen, wodurch ein hörbarer Ton entsteht. Bei der Untergruppe der Trompeten (423) bewirken die vibrierenden Lippen des Spielers die Schwingungen des eingeblasenen Windes und sorgen für einen lauten Ton. Die Lippen des Trompetenspielers sind im Ruhezustand geschlossen und öffnen sich nach dem Prinzip der Polsterpfeife periodisch durch den Blasdruck.
Der Ton der sucked trumpet wird zwar auch mit den Lippen gebildet, diese sind aber in der Ausgangsposition leicht geöffnet und werden durch das Einziehen von Luft durch eine am unteren Ende offene Röhre periodisch geschlossen, sodass der in die Röhre gesaugte Luftstrom periodisch angehalten wird. Wie bei einer Naturtrompete lassen sich bei der ebenso fingerlochlosen sucked trumpet Töne der Naturtonreihe erzeugen. Die Frequenzen der Lippenbewegungen müssen mit den Schwingungsfrequenzen der Luftsäule in der Röhre übereinstimmen, damit klare Töne entstehen.
Da unter Instrumentenkundlern noch keine Einigung erzielt wurde, bilden die sucked trumpets eine bislang nicht in der Hornbostel-Sachs-Systematik klassifizierte Instrumentengruppe. Eine auf die Windrichtung bezogen dritte Gruppe von Aerophonen bilden solche, bei denen in der üblichen Spielweise der Wind in beiden Richtungen am tonerzeugenden Element vorbeistreicht (422.3). Hierzu gehören die Harmonikainstrumente einschließlich der Mundorgeln, bei denen die Durchschlagzunge je nach Windrichtung einen anderen Ton produziert, und die Maultrommeln.
Einen ersten Klassifizierungsversuch für die chilenische nolkin unternahm Ernesto Gonzalez, der in einem Aufsatz 1986 die Musikinstrumente der Mapuche gemäß der Hornbostel-Sachs-Systematik einteilt und zugleich bei ihrer Herkunft einen vorkolumbianischen Ursprung, einen spanischen Import und einen Einfluss des chilenischen Militärs unterscheidet. González ordnet die nolkin nach ihrer Form den endgeblasenen geraden Naturtrompeten (423.121.1) zu, ohne die unterschiedliche Tonbildung durch Blasen oder Einsaugen von Luft zu berücksichtigen. Die Unterscheidung der Windrichtung ging bei der Übersetzung der Hornbostel-Sachs-Systematik ins Englische verloren. Während die deutsche Originalfassung die Kategorie (Eigentliche) Blasinstrumente (42) enthält, lautet deren englischer Titel wind instruments proper. Dass die Systematik sich ausdrücklich auf Hohlkörper bezieht, in die hineingeblasen wird, geht aus der Definition zu Trompeten (423) hervor: „Der Wind erhält durch Vermittlung der schwingenden Lippen des Bläsers stoßweisen Zutritt zu der in Vibration zu setzenden Luftsäule.“ In der englischen Übersetzung wird das Wort „Bläser“ ebenso uneindeutig als player („Spieler“) wiedergegeben. Die sucked trumpets an den entsprechenden Stellen der Formtypologie durch eine weitere Schlussteilung (etwa „geblasene“ bzw. „gesaugte Längstrompeten“) einzufügen, hätte zur Folge, dass diese Unterscheidung auch bei den übrigen Trompeteninstrumenten ergänzt werden müsste und die Ordnung verkomplizieren würde. Jens Schneider (1993) macht daher den Vorschlag, auf der Ebene von End-blown trumpets (Längstrompeten, 423.121) und Side blown trumpets (Quertrompeten, 423.122) eine neue Kategorie Sucked (tubular) trumpets (423.123) zu ergänzen und diese nach der Form weiter zu untergliedern. Auch hierfür müsste im Deutschen das Wort „Bläser“ durch „Spieler“ ersetzt werden. Ein weiterer Vorschlag zielt darauf ab, bei der Kategorie der Aerophone (4) generell alle Wörter mit der Bedeutung „Blasen/Blasinstrument“ zu entfernen und überall einen Endteiler „geblasen“ (-3), „angesaugt“ (-4) und „geblasen und angesaugt“ (-5) einzuführen. Dies würde die umfangreichste Umstrukturierung bedeuten. Keine Änderung an der bisherigen Einteilung bräuchte es, falls die geringe Systematik bei der dafür bequemen Ergänzung von José Pérez de Arce und Francisca Gili (2013) akzeptiert würde. Die beiden erweitern die vorhandene Ebene der Naturtrompeten (423.1, nur Töne der Naturtonreihe) und Chromatische Trompeten (423.2, mit Vorrichtung, um eine chromatische Tonleiter zu produzieren) durch eine Gruppe Trompeta de la aspiracción (423.3, Trompeten, deren Töne durch Ansaugen entstehen). Dadurch und durch einige andere Änderungen soll die „amerikanische Perspektive“ berücksichtigt werden.
Eine ursprünglich ebenfalls außer Acht gelassene Methode der Tonerzeugung bei Aerophonen kennzeichnet die Membranopipes. Für sie führte das Musical Instrument Museums Online (MIMO), ein internationales Komitee, das digitale Informationen über Musikinstrumente in Museen koordinieren und zur Verfügung stellen möchte, 2011 eine weitere Blasinstrumentenkategorie (424) in der Hornbostel-Sachs-Systematik ein. In einem Anhang vom November 2017, der einige Ergänzungen und kleinere Korrekturen zu ihrer Klassifikation von 2011 enthält, taucht der Vorschlag von Jens Schneider (1993) wieder auf, um namentlich für die nolkin eine neue Gruppe in der Hornbostel-Sachs-Systematik zu schaffen. Sie wurde Sucked (tubular) labrosones (423.123.1) benannt und in Instrumente ohne Mundstück (423.123.11) und mit Mundstück (423.123.12) unterteilt. Der Begriff labrosones (aus Latein labium, „Lippe“, und sonus, „Klang, Geräusch“, etwa „Lippen-Töner“) geht auf Anthony Baines zurück (erstmals verwendet 1976), der eine schlüssigere Definition für die Kategorie der brass instruments (entspricht „Blechblasinstrumente“, in der Hornbostel-Sachs-Systematik „Trompeten“) einführen wollte. Labrosones kann sich auf Vibrationen der Lippen in beiden Windrichtungen beziehen.
Die äußere Form ist für die Kategorisierung der Aerophone auf den unteren Ebenen von Bedeutung, denn sucked trumpets können prinzipiell aus derselben Vielfalt von Materialien und Formen wie Naturtrompeten und Naturhörner bestehen, die allein durch die Methode der Tonerzeugung mit den Lippen definiert sind. Zu den primitiven Trompeten gehören neben geraden Röhren aus Pflanzenmaterial, Ton oder Knochen auch gekrümmte Tierhörner und gerundete Gefäße wie Kalebassen und Schneckenhörner. Nicht bei allen Musikinstrumenten mit diesen Trompetenformen kommt es auf die Lippenschwingungen an. In manche Gefäße summt, singt oder spricht der Spieler hinein, um die Resonanzverstärkung oder Klangverzerrung durch das Gefäß auszunutzen. Die erzeugten Tonfrequenzen können manchmal wiederum entsprechende Lippenschwingungen hervorrufen. An einem solchen Übergang hin zur Tonerzeugung bei einer Trompete steht das australische Didgeridoo.
Ein möglicher Grund, weshalb die sucked trumpets durch Einziehen von Atemluft gespielt werden, sind die auf diese Weise leichter zu erzeugenden hohen Töne. Um bei einer Trompete hohe Töne zu erzielen, müssen die Lippen straff gespannt werden. Beim Blasen werden die Lippen auseinander gedrückt, was das Anspannen anstrengender macht, während das Einziehen von Luft die Lippenspannung befördert. Bei einem dünnen und vorzugsweise angeschrägten Endrohr fällt es außerdem leichter, die Lippen eng beieinander und damit luftdicht zu halten. Außerdem vibriert beim Einsaugen vor allem der weiche, in der Mundhöhle befindliche Bereich der Lippen.

## Verbreitung
Naturtrompeten und Hörner werden weltweit überwiegend längs angeblasen, Tierhörner in Afrika wie das südafrikanische phalaphala dagegen meist seitlich. Die ältesten trompetenförmigen Blasinstrumente dienten wohl als Stimmenverzerrer, um in magischen Ritualen die bösen Geister zu vertreiben oder die Stimme eines Geistes nachzuahmen. Den magischen Aspekt behielten sie auch bei den der Sphäre der Hirten zugehörenden Holztrompeten und den parallel im militärischen Umfeld verwendeten Metalltrompeten (etwa der karna) bei.
Abgesehen von den jungsteinzeitlichen Vogelknocheninstrumenten unterscheiden sich sucked trumpets in ihrer Form nicht von den einfachen konischen Naturtrompeten oder Hörnern. Der Innendurchmesser der Röhre am oberen Ende beträgt jedoch nur wenige Millimeter, weil diese zwischen die Lippen gehalten werden muss. Wie die Trompeten werden die sucked trumpets häufig mit magischen Ritualen in Verbindung gebracht. „Saugtrompeten“ kamen außer in Sibirien, Zentral- und Südamerika früher auch im Norden und Nordosten Europas – dort als Schwanenknochen yus’ pöl’an – vor, aber im übrigen Europa waren sie praktisch unbekannt. Jeremy Montagu (2006) hält es dennoch für möglich, dass der 1791 im County Mayo im Westen Irlands gemachte Fund eines rund 190 Zentimeter langen hölzernen Blasinstruments aus dem 2. Jahrtausend v. Chr. als sucked trumped gespielt wurde. Dieses aus zwei leicht konischen Hälften zusammengesetzte und wohl einst mit einem Bronzeblechstreifen spiralig umwickelte mayophone soll dagegen nach gängiger Ansicht mit einem Einfachrohrblatt geblasen worden sein.
In ganz Ozeanien ist das überwiegend seitlich angeblasene Schneckenhorn weit verbreitet. Es ist ein traditionelles Signal- oder Ritualinstrument. Jeremy Montagu erwähnt den Ethnologen Hans Fischer (1958), der auf eine ungewöhnliche Spielweise des Schneckenhorns auf der Insel Mangareva verweist, über die Te Rangi Hīroa 1938 berichtete. Demnach wurden die Schneckenhörner auf dieser Insel durch Ansaugen gespielt.

## Vogelknochen von Gotland

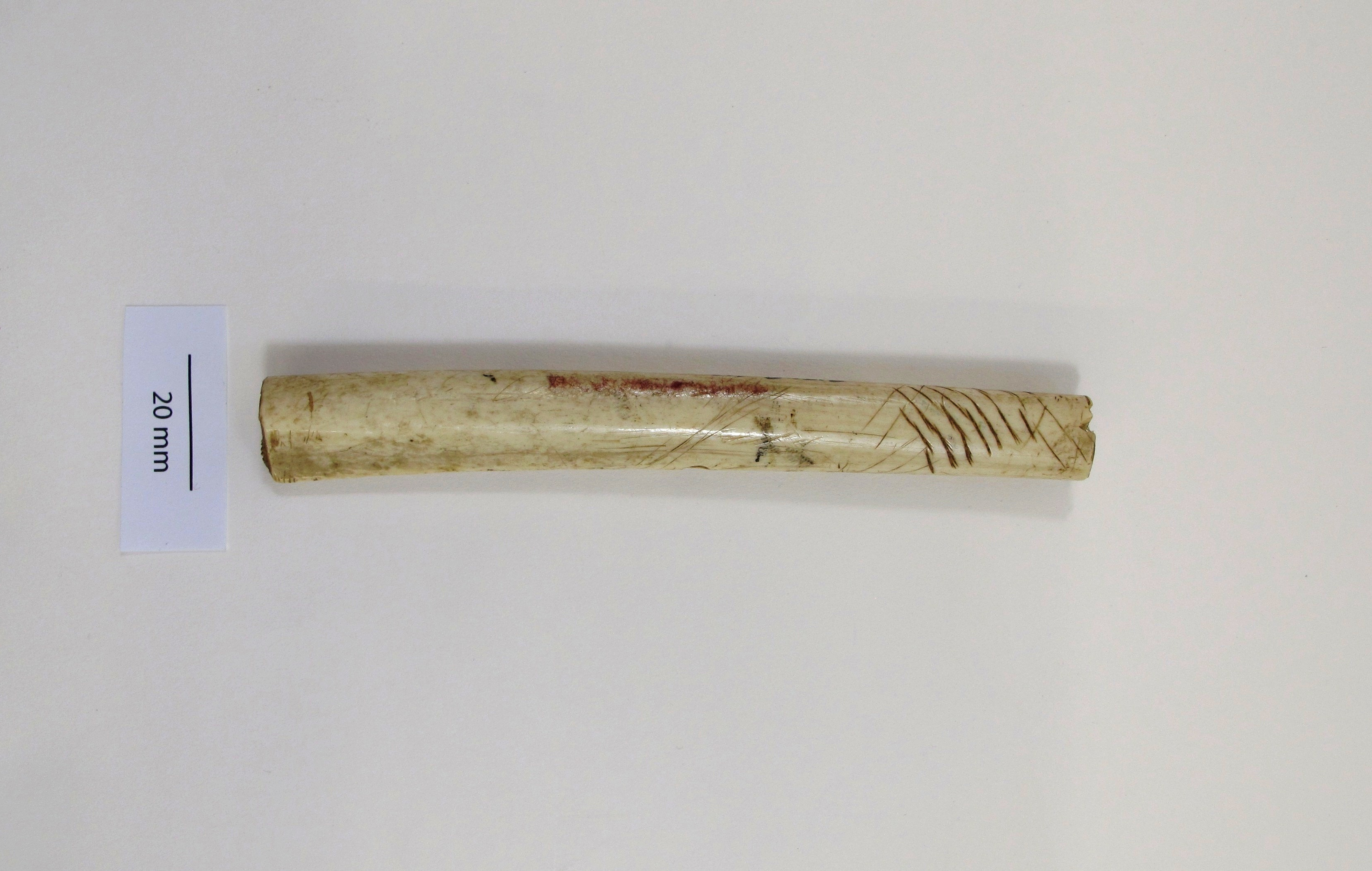
Vogelknochen, 121 mm lang, 14 mm Durchmesser, an beiden Enden offen. Möglicherweise eine Flöte. Neuseeland

Der Ursprung der sucked trumpets ist unbekannt. Bestimmte Formen jungsteinzeitlicher Vogelknochen wurden möglicherweise nicht wie üblich als Flöten oder Pfeifen geblasen, sondern besaßen ein Rohrblatt oder wurden durch Ansaugen gespielt, um Vogelrufe zu imitieren. Diese Vermutung äußerten Riitta Rainio und Kristiina Mannermaa (2012) über den 1986 gemachten Fund von 44 Schwanenknochen in einem Frauengrab von Ajvide auf der Insel Gotland, die in die mittlere Jungsteinzeit (um 2900 bis 2300 v. Chr.) datiert werden. Bei einer Gruppe von fünf, aus zwei ineinander geschobenen Schwanenknochen mit unterschiedlichen Durchmessern bestehenden Artefakten erscheint die kleinere Bohrung von 4 Millimetern ideal für die Verwendung mit einem Rohrblatt oder als „Saugtrompete“. Der größere Innendurchmesser beträgt rund 10 Millimeter bei einer Gesamtlänge von rund 7 Zentimetern. Die engere Röhre fungiert beim Ansaugen als Mundstück und die weitere Röhre bestimmt Lautstärke und Klang. Nachbauten dieser Schwanenknochen können problemlos als Längsflöte oder durch Ansaugen gespielt werden, wobei sie in letzterem Fall einen ungewöhnlich lauten Ton hervorbringen.
Die Ausgräber gingen in ihren 1998 und 2002 veröffentlichten Berichten bei den Schwanenknochen von Längsflöten aus; in späteren Untersuchungen wurde dies bezweifelt. Die seitlichen Perforationen bei manchen Knochenstücken (stets drei an der Oberseite und drei gegenüber an der Unterseite) erscheinen als Fingerlöcher für ein Flötenspiel ungeeignet. Falls die Schwanenknochen von Ajvide überhaupt zur Tonproduktion verwendet wurden, halten neben dem Musikarchäologen Riitta Rainio auch andere Forscher ihren Einsatz als sucked tubes für am wahrscheinlichsten.

## Vogelknochen von Tennessee

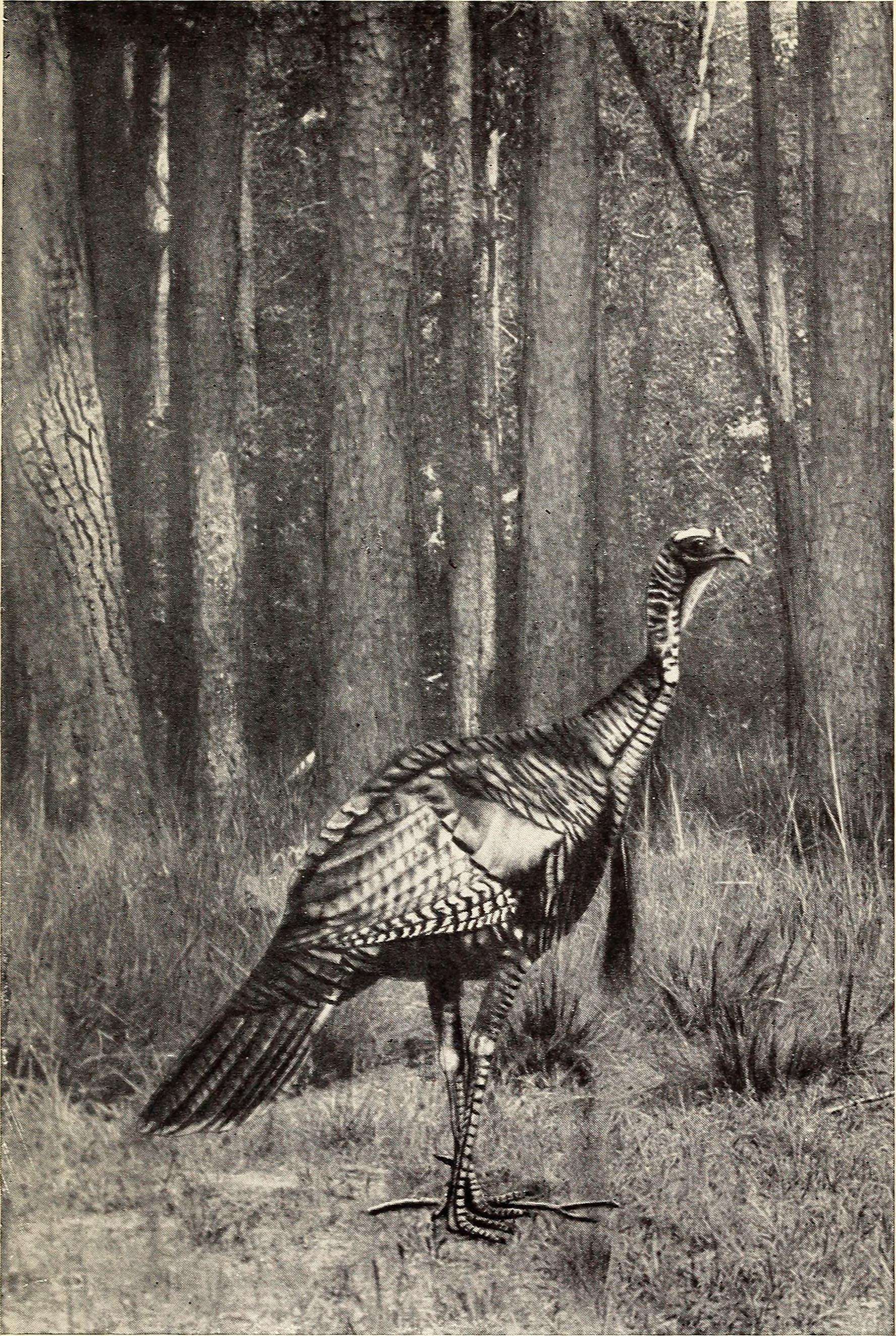
Wilder Truthahn. Illustration in Edward Avery McIlhenny: The Wild Turkey and its Hunting, 1914

Bis in die Gegenwart wird über Vogelknochen berichtet, denen Töne durch Ansaugen entlockt werden. Jäger in Nordamerika produzieren am häufigsten mit Flügelknochen von Truthähnen Lockrufe, um ebendiese Wildvögel zu jagen. Der als Vogelberinger tätige amerikanische Geschäftsmann Edward Avery McIlhenny erklärte 1914 in einem Buch über die Truthahnjagd, dass beim schnellen Einziehen von Luft mit einem solchen Flügelknochen mehrere Rufe zum effektiven Anlocken von Truthähnen erzeugt werden können. Typischerweise bestehen die Lockinstrumente wie die neolithischen Funde aus zwei unterschiedlich großen Knochen, Radius und Ulna vom Truthahn oder Schwan, die an den Enden auf die passende Größe zurechtgeschabt, 10 bis 40 Millimeter weit ineinandergesteckt und mit einer Darm- oder Schnurwicklung oder mit Baumharz luftdicht verbunden werden. Bei gelegentlich vorkommenden dreiteiligen Instrumenten ist am unteren Ende noch ein Oberarmknochen mit größerem Durchmesser aufgesetzt, um den Klang zu verstärken. In Nordamerika lässt sich die Tradition, bei der Jagd Vögel durch imitierte Vogellaute bis in Schussweite anzulocken, seit dem 18. Jahrhundert nachweisen.
In Eva im US-amerikanischen Bundesstaat Tennessee wurden entsprechende zweiteilige Vogelknochen aus prähistorischer Zeit gefunden. Sie stammen aus einer Siedlung von Jägern, Fischern und Sammlern, die von 8000 oder 6000 bis um 1000 v. Chr. bewohnt war. Die neun ausgegrabenen Vogelknochen sind seitlich unperforiert und schlechter erhalten als die Artefakte von Ajvide, aber wie dort zweiteilig ineinandergesteckt. Die Fundschicht der Vogelknochen wird auf 5700 bis 4700 v. Chr. datiert. Im Grabungsbericht von 1961 werden die zweiteiligen Vogelknochen als mutmaßliche Kolbenflöten erklärt. Howard L. Harlan (1994), ein Experte für die Herstellung von Truthahnlockrufern, erkannte dagegen die Fundobjekte als frühe Vorläufer dieser traditionellen Jagdinstrumente.
Die Vogelknochen- (und die trompetenförmigen) Aerophone besitzen generell keine Fingerlöcher. In New Mexico wurden jedoch einteilige Vogelknochen-Lockrufpfeifen mit einem Fingerloch gefunden. Die zweiteiligen Vogelknochen der Fundorte Ajvide und Eva wurden mit denselben Methoden aus den Flügelknochen großer Vögel angefertigt. Am besten geeignet sind Truhhähne und Schwäne, bei denen der Durchmesser der Ulna 5 bis 9 Millimeter und des Radius 8 bis 13 Millimeter beträgt. Bei den Fundobjekten sind die Ulna 5,5 bis 10,5 und der Radius 3,0 bis 6,0 Zentimeter lang. Soweit nicht ausgebrochen, besitzt das obere Ende, welches der Spieler zwischen die Lippen steckt, eine Kerbe oder zwei Kerben gegenüber. Die mit beiden prähistorischen sucked trumpets erzeugten Grundtöne haben einen Frequenzbereich zwischen 600 und 900 Hertz. Heutige zweiteilige Lockinstrumente aus Truthahnknochen sind mit 15 bis 20 Zentimetern Länge größer als die prähistorischen.

## Byrgy

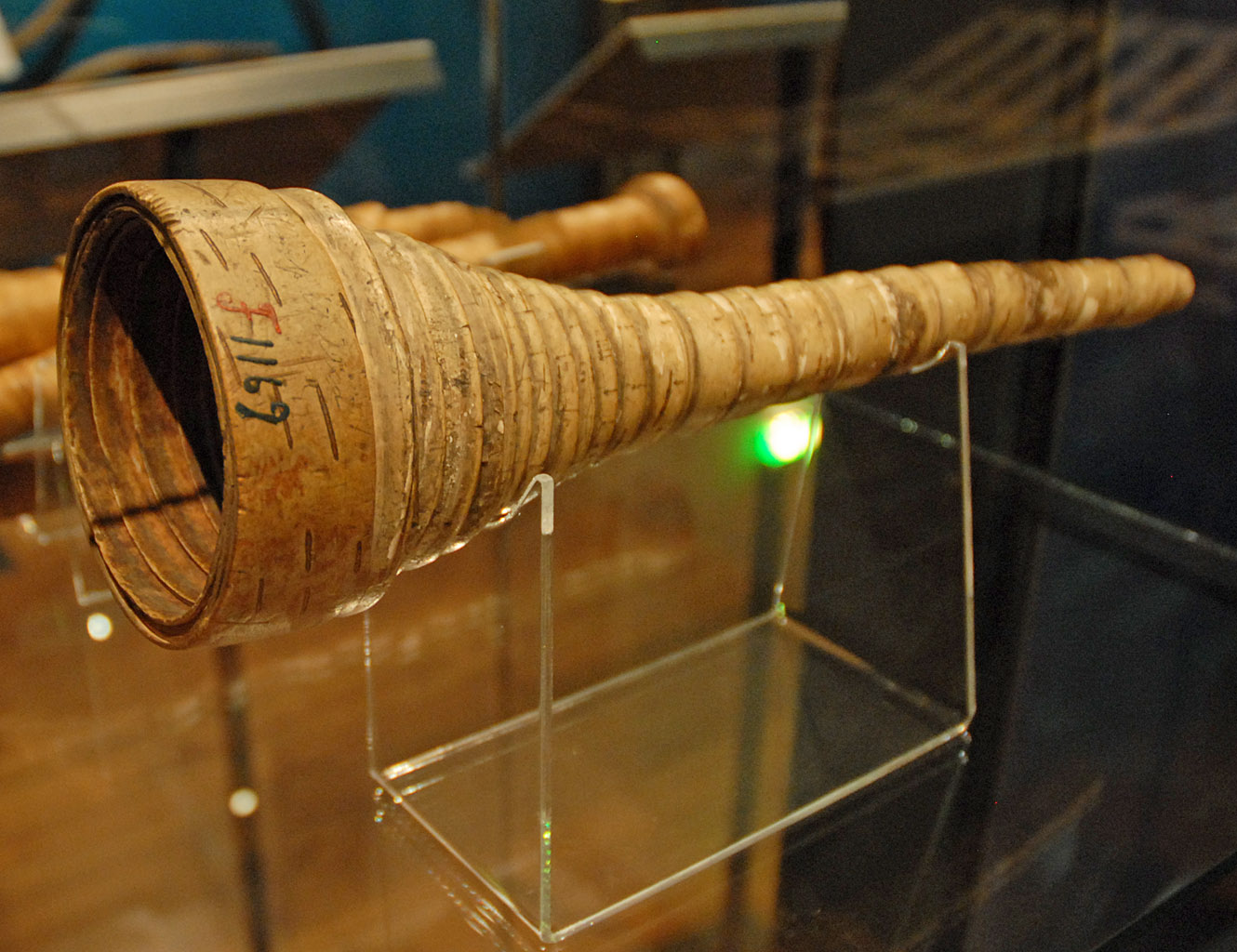
Finnische Birkenrindetrompete neverlur im Finnischen Nationalmuseum

Neben dem tungusischen Wort byrgy kommen in Sibirien in mehreren Turksprachen, die wie Tungusisch zu den altaischen Sprachen gehören, Bezeichnungen für unterschiedliche Formen von sucked trumpets vor: purgu, abyrga, syynpyrgyzy und amyrga. Daraus wird gefolgert, dass dieser Instrumententyp schon vor langer Zeit unter den Jägern Nordasiens bekannt war, die es bei der Jagd auf Hirsche (Altai-Maral) und Elche verwendeten. Curt Sachs (1913) nennt die byrgy ein Jägerinstrument der sibirischen Chakassen („Kačinzen“), die mit dem hölzernen Instrument den Schrei einer Hirschkuh nachahmen, um das Männchen anzulocken. Vorwiegend Turkvölker aus der Mandschurei könnten die sucked trumpets bei Mongolen, Tungusen, nach Westen bis zu den Ugrisch sprechenden Völkern und nach Russland verbreitet haben, wo sie von den Komi und Udmurten unter dem Namen tschiptschirgan übernommen wurden.
In dieser gesamten Region sind drei Typen von sucked trumpets bekannt: Der erste Typ besitzt eine zylindrische Röhre aus Pflanzenmaterial, das ansonsten zur Herstellung von Flöten dient, etwa ein ausgehöhlter Erlen- oder Weidenzweig oder ein Bambusrohr.
Die spiralartig aus Baumrindenstreifen durchgehend konisch gewickelten sucked trumpets entsprechen den üblichen Rindentrompeten. Dies sind typische sehr alte Hirteninstrumente im europäischen und asiatischen Norden, die auch in Neuseeland, Südamerika und bei den Cree-Indianern Kanadas vorkamen. Zu den häufig aus Birkenrinde gefertigten Trompeten gehörten in Skandinavien die neverlur und in Lettland die truba oder taure.
Der dritte Typ besteht wie das Alphorn aus einem Rundholz, das längs in zwei Hälften gespalten, ausgehöhlt und wieder zusammengefügt wurde. Üblicherweise werden diese ebenfalls zu den Hirteninstrumenten gehörenden Holztrompeten, etwa die bazuna in Nordpolen, die fakürt in Ungarn und die trembita in der Ukraine, mit Birkenrinde oder Lindenbast umwickelt. Zu diesem Typ gehören die byrgy der Chanten in Westsibirien und das ähnliche Instrument der Tofalaren im südlichen Zentralsibirien. Beide besitzen ein geschnitztes Mundstück und eine etwa 80 Zentimeter lange Holzröhre, die sich am unteren Ende auf 4 bis 6 Zentimeter Durchmesser erweitert. Die pyrghy der dortigen Chakassen wird in regelmäßigen Abständen mit Streifen aus Birken- oder Weidenrinde umwickelt, um die Holzhälften zusammenzuhalten. Der durch Ansaugen produzierte Ton ähnelt dem Ruf eines Rehwilds. Der Instrumententyp wird – wo noch vorhanden – rituell verwendet, etwa bei schamanischen Zeremonien. Die tschiptschirgan der Udmurten besteht aus einer 1,5 bis 2 Meter langen Röhre und gehört wie der Musikbogen kon-kón der Mari zu den musikalischen Eigenheiten des Wolga-Föderationskreises.

## Nolkin

### Bauform
Die erste Schilderung der nolkin bei den Mapuche stammt vom Sprachwissenschaftler Rodolfo Lenz (1863–1938) in seinen volkskundlichen Studien (Estudios araucanos, 1895). Die nolkin ist vorkolonialen Ursprungs und könnte bereits im 11. Jahrhundert existiert haben, wobei aus den frühen spanischen Berichten der Blasinstrumententyp nicht klar hervorgeht.
Für die Röhre der nolkin wird Senecio otites verwendet, eine zur Gattung Greiskräuter gehörende Distelpflanze in Chile mit breiten Blütendolden, die von den Mapuche lolkin oder liglolkin genannt wird. Dieser Name ging auf das Aerophon über. Andere Schreibweisen neben nolkin sind ñolkin, ñorquin, lolkin und lolkiñ. Ersatzweise kann die Strauchpflanze Valeriana viriscens verwendet werden, die zur Gattung der Baldriane gehört. Die Röhre ist 1 bis 1,5 Meter lang und hat am oberen Ende einen engen Durchmesser von 4 bis 5 Millimetern innen und wenig mehr außen. Der allmählich größer werdende Außendurchmesser beträgt am unteren Ende 15 Millimeter, nach einer anderen Beschreibung 2 bis 3 Zentimeter. Sollte der obere Rohrdurchmesser zu groß sein, wird ein dünneres Anblasröhrchen aus Bambus eingeschoben. Die Röhre wird auf ihrer gesamten Länge durch eine Reihe von Knoten unterteilt, die an diesen Stellen den Innendurchmesser auf 3 bis 5 Millimeter einengen. Als Besonderheit unter den sucked trumpets besitzt die nolkin unten ein aufgestecktes Rinderhorn zur Schallverstärkung. Um den Durchmesser von Horn und Röhre anzugleichen, wird das Röhrenende zunächst mit Wollschnur umwickelt, dann das Horn aufgesetzt und außen mit der Wollschnur festgebunden. Das Schnurende wird schließlich bis zu einem in die Trichtermündung gebohrten Loch gespannt und dort festgebunden. Wegen der gegenüber den Trompeten anderen Lippenposition setzt der Spieler kein Instrumentenmundstück an, sondern steckt das auf zwei Seiten in einem 45-Grad-Winkel zugespitzte Rohrende zwischen die Lippen. Das Rohr positioniert er seitlich am Mund und etwas schräg nach unten geneigt. Erst die Spanier führten nach ihren Kolonialeroberung Südamerikas im 16. Jahrhundert Rinder ein. Bei der nolkin als einem vorkolumbianischen Musikinstrument könnte früher anstelle des Rinderhorns ein Schallbecher aus einem gerollten Blatt oder einem Flechtwerk verwendet worden sein.
Am nächsten mit der nolkin formverwandt ist die größere und tiefer klingende trutruka mit einem zwei bis fünf Meter langen geraden Bambusrohr und einem auf dieselbe Art befestigten Schallbecher aus einem gebogenen Rinderhorn. Die trutruka ist eine geblasene Naturtrompete wie die kleinere, aber ansonsten identische corneta. Ein weiteres, deutlich leichter wie die Trompeten zu spielendes Blasinstrument ist die kleine Eintonflöte pifüllka (pifilca), von der einige Exemplare aus Tierknochen in Museen erhalten sind. Ansonsten besteht die pifüllka aus Hartholz mit einer Bohrung, gelegentlich – einer Doppelflöte entsprechend – mit zwei parallelen Bohrungen. Sie besitzt keine Fingerlöcher und ist am unteren Ende geschlossen (gedackt). Das Blasinstrument troltroklarin, das aus einer troltro genannten Pflanze (Cynara cardunculus oder Silybum marianum) angefertigt wurde, ist verschwunden. Hinzu kommt das über eine seitliche Bohrung angeblasene Rinderhorn kull kull, das von der spanischen Kavallerie als laut tönendes Signalinstrument eingeführt wurde.

### Spielweise
Die Mapuche sind ein Volk, das in den zentralen Landesteilen Chiles und im angrenzenden Argentinien lebt. Die nolkin wird bevorzugt an der chilenischen Küste verwendet, weil die Distelpflanze dort am besten gedeiht, und darüber hinaus auf dem gesamten Gebiet der Mapuche. Alle Blasinstrumente wurden und werden nur von Männern gespielt, während die Idiophone (mehrere Gefäßrasseln und die Maultrommel birimbau) eine Domäne der Frauen sind.
Der Tonumfang bei allen Blasinstrumenten ist wie bei den gesungenen Liedern der Mapuche gering und umfasst bis zu sechs, in Ausnahmefällen bis zu acht Noten, auch wenn geübte nolkin-Spieler mehr Töne hervorbringen könnten. Jede melodische Phrase kreist um einen zentralen Ton, wobei nolkin-Spieler häufig eine Phrase mit einem Glissando zu einem hohen Ton ausklingen lassen. Die Dauer einer melodischen Phrase hängt davon ab, wie lange der Spieler einatmen kann. Mit ihrer nahezu zylindrischen langen Röhre produziert die nolkin Töne, die annähernd der Obertonreihe entsprechen. Das aufgesetzte Rinderhorn hat auf die Tonhöhe keinen Einfluss. Ein typisches Instrument produziert vom 3. bis 8. Teilton die Tonfolge e1 – a1 – cis1 – e2 – g2 – a+2. Auch wenn die nolkin leiser klingt als die trutruka, fällt sie im Orchester durch die Schönheit ihres klaren feinen Klangs auf, sobald die übrigen Instrumente etwas in den Hintergrund treten. Ihrer zarten Stimme wegen ist die nolkin das bevorzugte Instrument der Jugendlichen, stellte der chilenische Komponist Carlos Isamitt (1887–1974) in der ersten näheren Beschreibung der nolkin 1937 fest.
Die nolkin wird oder wurde für schamanische und festliche Rituale verwendet. Das machitun, die Heilungszeremonie der Schamanin (machi), und das meist zweimal jährlich stattfindende religiöse Fruchtbarkeitsfest ngillatum stehen im Zentrum der Ritualmusik der Mapuche. Das wesentliche Instrument der machi, das sie benötigt, um in Trance zu geraten, ist die Schamanentrommel kultrún, eine flache hölzerne Kesseltrommel. Dieselben rhythmischen Muster, mit deren Hilfe die machi ihre magischen Fähigkeiten erhält, gehören auch zur Musik beim großen ngillatum-Fest. Dort tanzen einige 100 Teilnehmer zum Rhythmus von mehreren kultrún und den Tönen der Blasinstrumente trutruka, corneta und pifüllka. Die leiser klingende nolkin kommt eher in kleineren Ensembles bei sonstigen Festveranstaltungen zum Einsatz. Während sich die trutruka gut behaupten kann, werden die nolkin und die übrigen traditionellen Blasinstrumente der Mapuche durch den Einfluss der überregionalen lateinamerikanischen Musikstile zunehmend verdrängt. Demgegenüber stehen Bestrebungen von Mapuche-Kulturorganisationen, die indigene Kultur und das Spiel der traditionellen Musikinstrumente wiederzubeleben.

## Chirimía
In Mexiko bezeichnet chirimía in erster Linie ein in der Volksmusik und bei religiösen Zeremonien gespieltes Doppelrohrblattinstrument aus einer zylindrischen Holzröhre mit bis zu zehn Fingerlöchern. Der Name kann wörtlich mit „mein Zirper“ übersetzt und von spanisch chirriar, „knarren, zirpen“, abgeleitet werden. Mit den Spaniern wurden dieser Name und so bezeichnete Blasinstrumente mit Einfach- oder Doppelrohrblatt in Mittel- und Südamerika weit verbreitet. Zur Anfangszeit der Konquistadoren konnte jedes Blasinstrument und ein gesamtes Ensemble chirimía genannt werden. In den 1990er Jahren war das Rohrblattinstrument chirimía in Mexiko selten geworden. Die katalanische Schreibweise xirimía steht für noch gebräuchliche Varianten der europäischen Schalmei, ferner bezeichnet xeremia eine gedoppelte Rohrpfeife auf Ibiza und xeremia eine Sackpfeife auf Mallorca.
Unter dem spanischen Namen chirimía gab es daneben in Mexiko eine sucked trumpet mit einer etwa zwei Meter langen dünnen Röhre, deren Schallbecher aus einer Kalebasse bestand. Nach Angaben des mexikanischen Musikethnologen Samuel Martí (1906–1975) aus dem Jahr 1955 wurde dieses Instrument in den Bundesstaaten Méxiko, Puebla, Guerrero, Morelos und Oaxaca an Karfreitag auf den Kirchtürmen geblasen. Außer der Aussage von Martí ist in der Fachliteratur nur noch eine vage Andeutung in einem Lexikonbeitrag des Jahres 1984 zum Namen chirimía als „einer Art von Trompete“ bekannt.

## Rinderhorn in Paraguay

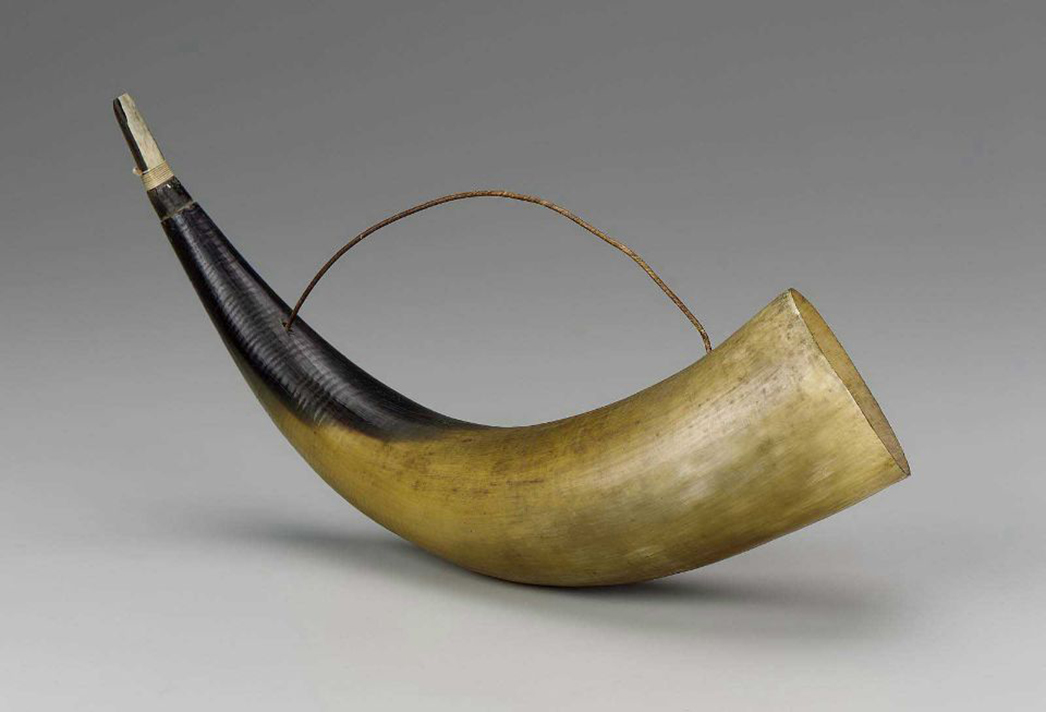
Rinderhorn erkencho mit Einfachrohrblatt, das in Argentinien rituell verwendet wird.

Der schwedische Ethnograf Karl Gustav Izikowitz (1903–1984) berichtet in seiner umfangreichen Studie über südamerikanische Musikinstrumente von 1935, dass die im Osten Paraguays lebenden Guayaki-Indianer (Guayaquí, heute Aché) Rinderhörner nicht blasen, sondern die Luft aus einer kleinen Öffnung an der Spitze saugen. Das Horn wurde demnach als Signalinstrument verwendet.
Eine weitere Beschreibung liefert der brasilianische Ethnologe Herbert Baldus (1899–1970) in einem postum 1972 veröffentlichten Artikel, der auf Feldforschungen basiert. Baldus betont, dass es kein angesetztes Mundstück gibt, sondern nur ein kleines Loch in der dünn zurechtgeschabten Spitze. Das Rinderhorn diente zum Zeichen geben. So folgen auf einen langen Rufton mehrere kurze Töne, die „komm“ bedeuten. Das Signal kann auch gerufen werden. Weitere Blasinstrumente der Guayaki, die Baldus erwähnt, sind eine Kalebassenflöte (Gefäßflöte) mit zwei eingebrannten Fingerlöchern, die drei Töne produziert, und eine randgeblasene Flöte aus Chusquea ramosissima (genannt takuapi, eine Bambusgattung), die am unteren Ende geschlossen ist und drei Fingerlöcher besitzt. Die Länge eines musealen Rinderhorns beträgt 25 Zentimeter an der Außenseite gemessen und der Öffnungsdurchmesser 7,5 Zentimeter. Damit ist es wesentlich kleiner als das Signalhorn kull kull der Mapuche. Weitere Beschreibungen dazu liegen nicht vor.